# Елич, Милан
Милан Елич (серб. Милан Јелић; 26 марта 1956, Копривна, близ Модрича — 30 сентября 2007, Добой) — сербский политический деятель, президент Республики Сербской с 9 ноября 2006 по 30 сентября 2007 года, когда он скоропостижно скончался.

## Биография
Окончил экономический факультет университета в Суботице и докторантуру университета в Баня-Луке. В течение 13 лет возглавлял нефтеперерабатывающий завод в Модриче. В 2002 году получил звание лучшего менеджера Республики Сербской, а в 2003 году — Боснии и Герцеговины. До своего избрания президентом являлся министром экономики, энергетики и строительства Республики Сербской. Известен своими проевропейскими реформами и попытками сплотить две части Боснии и Герцеговины.
Учёный-экономист, автор научных трудов в области менеджмента. В прошлом профессиональный футболист, был президентом Футбольного союза Республики Сербской и Футбольного союза Боснии и Герцеговины. 30 сентября 2007 года умер от последствий сердечного приступа, полученного во время телепросмотра футбольного матча. Оставил сына Петара, который стал профессиональным футболистом.